# San Antolín
San Antolín är en ort i Spanien.   Den ligger i provinsen Province of Asturias och regionen Asturien, i den nordvästra delen av landet, 400 km nordväst om huvudstaden Madrid. San Antolín ligger 335 meter över havet och antalet invånare är 1 925.
Terrängen runt San Antolín är kuperad åt sydväst, men åt nordost är den bergig. San Antolín ligger nere i en dal. Runt San Antolín är det mycket glesbefolkat, med 7 invånare per kvadratkilometer. Närmaste större samhälle är Fonsagrada, 18,4 km nordväst om San Antolín. I omgivningarna runt San Antolín växer i huvudsak blandskog.